# Arsenale (film)
Arsenale (in russo Арсенал?, Arsenal) è un film del 1929 scritto e diretto da Aleksandr Petrovič Dovženko.
È stato prodotto per commemorare l'insurrezione degli operai dell'arsenale di Kiev contro il governo nazionalista ucraino nel gennaio 1918.
Nel 1929 è stato indicato tra i migliori film stranieri dell'anno dal National Board of Review of Motion Pictures.

## Trama
Il film presenta inizialmente scene emblematiche collegate tra loro dalla miseria e dagli orrori del tempo della prima guerra mondiale,  la gioventù che non torna dal fronte o che torna deformata. La bambina che segue trotterellando l’uomo in stampelle, donne immobili, inaridite da ristrettezze oltre le quali c’è l’impossibilità alla sopravvivenza, uomini che imprecano alla natura come il contadino che prende a calci un ignaro e mal ridotto asino. Il film prosegue partendo dall'abdicazione dello zar e quindi dalla Russia che esce dal conflitto nel 1917. A Kiev sono messe in scena manifestazioni dei nazionalisti e feroci scontri con i bolscevichi tornati dalla guerra. Gli operai dell’arsenale entrano in sciopero, combattimenti per strada e borghesia impaurita chiusa tra le pareti domestiche. Alla fine i Bianchi  escono vincitori e fucilano il protagonista che continua ad avanzare la camicia aperta sul petto nudo.

## Critica
Romanticismo e humour nero convivono nel dramma, come nel caso del gas esilarante che lascia una smorfia agghiacciante di riso sul volto della vittima dopo averla immobilizzata, o «l’isterismo dei nazionalisti che portano attorno il ritratto di Ševčenko e lo collocano, come un’icona davanti e dei ceri accesi (che il ritratto, improvvisamente animandosi, spegne con un soffio)».